# Familia Pewterschmidt
Pewterschmidt es el apellido de una familia ficticia de la serie animada estadounidense de comedia Family Guy, o en castellano Padre de familia. Los Pewterschmidt son personas adineradas, de clase social alta, descendientes de los primeros colonizadores procedentes de Inglaterra asentados en la zona de Rhode Island.
La familia está formada por Carter y Barbara y sus tres hijos: Patrick, Lois y Carol.
Una de sus grandes propiedades es la mansión palaciega de Cherrywood Manor, antiguo burdel al que personalidades célebres de la historia norteamericana han asistido en más de una ocasión (p.ej. Abraham Lincoln y Ulysses S. Grant) buscando el servicio de las mujeres que trabajaban ahí. También poseen mansiones de costa a costa en Palm Beach, Florida y Palm Springs, California.

## Carter Pewterschmidt
Carter es un personaje multimillonario y de alta clase social que socializa con aquellos que son tan ricos y poderosos como él. Suele jugar al póker regularmente con Bill Gates, Michael Eisner y, autoinvitándose, con Ted Turner. Con la ayuda de su yerno, consiguió hacerse con parte de las acciones de la CNN cuando Turner se las apostó. Es propietario de U.S. Steel y también fue dueño de un galgo de carreras con gran facilidad para ganar, hasta que un día Brian la dejó embarazada.
No aprueba el matrimonio gay ni apoya que se otorgue a las personas homosexuales el derecho al voto. Para Carter, el dinero es lo primero, y cree que el secreto de la felicidad radica en la riqueza. No es un padre ejemplar, ya que no desea la felicidad de sus hijos. Su sadismo no conoce límites cuando se trata de hacer sufrir a los demás, especialmente a Peter, a quien somete a varias torturas. Es miembro de la sociedad Skull and Bones.
Carter siente un profundo odio hacia Peter desde el primer momento en que lo conoció: pocos segundos después, lo noqueó golpeándolo en la cabeza con una estatua de bronce etrusco y lo arrojó en medio del océano. Cuando Peter regresó a Rhode Island, Carter le ofreció un millón de dólares a cambio de que se alejara de Lois, pero su yerno lo rechazó de inmediato. En varias ocasiones, Peter se ha vengado de Carter; por ejemplo, en Model Misbehavior, le da un golpe en la cabeza dejándolo inconsciente, y también lo chantajea tras descubrir que su suegro engañaba a Babs.
Carter enfrentó la bancarrota cuando Peter decidió publicar sus propias obras literarias eróticas, dado que él era el editor de la versión en casete de audio. Uno de los oyentes sufrió un accidente de tráfico mientras escuchaba la grabación, lo que provocó una demanda contra Pewterschmidt. Como consecuencia, Carter perdió su casa y su fortuna, y su esposa Babs lo abandonó para estar con Ted Turner. Durante un tiempo, se vio obligado a vivir con su hija y su yerno, a quienes siempre había despreciado. Sin embargo, tuvo dificultades para adaptarse a su nueva vida y comenzó a sentirse una carga para la familia. En casa de los Griffin, llegó a apreciar a Peter, hasta que Babs anunció su divorcio de Turner. Al recuperar su riqueza, Carter retomó su actitud habitual hacia su yerno.
En el episodio Screwed the Pooch, Lois revela que su padre tuvo un amorío con una mujer afroamericana, del cual nació un hijo.
Uno de los antepasados de Carter, Nate Griffin, también lo es de Peter. Esto sugiere que la familia Pewterschmidt contribuyó a la descendencia de la familia Griffin, y que Peter y Lois podrían haber mantenido relaciones incestuosas sin saberlo. Peter descubre que desciende de una familia de esclavos perteneciente al padre de Lois. De hecho, Nate Griffin mantuvo una relación en secreto con la hija de su amo, antepasada de Lois Griffin.
Carter cuenta con la voz de Seth MacFarlane.
Carter cuenta con la voz de Seth MacFarlane.

## Barbara (Babs) Pewterschmidt
Barbara, también conocida como Babs, es la mujer de Carter. Ella tuvo un amorío con Jackie Gleason, dejando traumatizado a su hijo Patrick cuando este (de niño) los encontró a los dos teniendo sexo oral, al igual que Carter, solo le interesaba el dinero, y se casó con Ted Turner, cuando Carter se quedó arruinado. Su edad nunca ha sido especificada, aunque por la tonalidad del pelo se puede decir que tiene 60 años.
Tanto Babs como su marido son adictos a las drogas y el alcohol al igual que su hija Lois, según ella, ningún terremoto los despertaría.
Barbara, al contrario que con su marido, es más tolerante con su yerno, de hecho en Bill and Peter's Bogus Journey reveló a Lois verse atraída sexualmente por Peter, lo cual a Lois le parece algo perturbador por otra parte Peter la única explicación que da es que "esta buena", cuando Lois le ofreció a su madre el tener sexo con su propio marido para encarrilar su matrimonio (en este episodio, Lois engañó a Peter y la relación se enturbió un poco) Babs tiene la oportunidad de alimentar su deseo sexual y sacar de quicio a Carter por haber perdido tanto el interés en ella. Los dos casi llegaron a tener relaciones hasta que Peter reconsidera lo que está haciendo y vuelve con Lois para perdonarla sin necesidad de acostarse con su suegra. Babs quiere con mucho aprecio a sus nietos a los cuales les ofrece regalos como a Meg, una liposucción.
En un episodio, se revela que fue una de las supervivientes del holocausto por lo que en realidad es judía, al casarse con Carter tuvo que renunciar a su fe, la religión de Barbara convierte a su familia ascendente (hijas y nietos) en judíos por pertenecer a la rama más directa (Abuela-Madre-Hijos).
Babs cuenta con la voz de Alex Borstein.

## Lois "Pewterschmidt" Griffin
Lois (34) (Apellido de casada: Griffin) es de los tres hijos, la mediana, y la hija mayor de Carter y Barbara Pewterschmidt. Nació en Newport y se crio en Cherrywood en el seno de una familia elitista aunque nunca ha mostrado interés alguno en la alta vida social, tras conocer a Peter se enamoró de él y se alejó de aquella vida que según ella hacia malas las personas. No tiene una buena relación con sus padres, especialmente con su padre, al que considera cruel (Screwed the Pooch) cuando Carter no deja a Brian ver a Seabreeze y sus cachorros o (The Fat Guy Strangler) cuando reprende a su padre por haber encerrado a su hermano Patrick en un manicomio, aún así Lois siente un amor paternal por sus progenitores aunque no comparta sus estilos de vida. Nunca más ha vuelto a echar de menos su vida de privilegios y renunció a su fortuna por estar con el hombre del que se enamoró, Peter Griffin. 
Peter y Lois se casaron y tienen tres hijos: Meg, Chris y Stewie.
Lois cuenta con la voz de Alex Borstein.

## Carol "Pewterschmidt" West
Carol, de los tres, ella es la menor, en la actualidad reside en Quahog. Carol tiene un parecido asombroso respecto a su hermana mayor Lois con un aspecto físico y cuerpo similar al de ella con la diferencia de que tiene el cabello ondulado y castaño. No se conoce si Carol sabe algo de su hermano Patrick. No es muy afortunada en amores, se casó en nueve ocasiones y todos han acabado abandonándola (el octavo la dejó embarazada y se divorció del último), durante un tiempo residió en Amityville y tras su noveno matrimonio se trasladó a Texas. Carol les dejó la casa a los Griffin cuando huían de Quahog debido a que el pueblo creía que Stewie estaba poseído por el maligno, al contrario que su padre, Carol tiene buenas relaciones con Peter y aparenta tener su mismo sentido del humor (Emisión imposible) para animar a su cuñada, Peter le levanta el ánimo imitando la transformación del increíble Hulk rompiendo una de las camisas de su ex. Carol tampoco parece darle mucha importancia que Peter le haga llamadas guarras mientras él está ebrio.
Tras divorciarse de su novena pareja, en Brothers & Sisters Lois le hizo sitio en su casa donde conoció al Alcalde West con el que empezó a salir y el cual le pidió su mano a pesar de la negativa de su hermana que casi hecha a perder su nuevo matrimonio.

### Hijo anónimo
Tiene un hijo del que no se sabe su nombre por ahora, Peter y Lois tuvieron que asistir en el parto cuando el doctor Hartman cayó inconsciente debido a que se clavó unas jeringuillas al confundirlas con guantes. Tras dar a luz gracias a la ayuda de Peter, éste acaba confundiendo al recién nacido con una niña, cuando ve que la "niña" tiene pene, va raudo con el bisturí a cortarlo cuando Lois a tiempo le quita el bebé y le dice que es un niño.
Al no conocer a su padre por haberlo abandonado antes que naciera llevará el apellido de la madre en primer lugar.
Carol contó con la voz de Carol Kane excepto en la novena temporada que se la presta Julie Hagherty.

## Patrick Pewterschmidt
Patrick es el hijo mayor y único varón además de ser el olvidado miembro de la familia Pewterschmidt. Se crio en Cherrywood junto a sus dos hermanas pero el tiempo hizo que Lois no se acordara de que tenía un hermano en su infancia hasta que vio una foto familiar de Navidad donde aparecían los tres (cuando eran aún pequeños), Patrick un día descubrió a su madre con Jackie Gleason teniendo sexo oral y quedó traumatizado, sus padres lo internaron en una institución mental en Brookfield por padecer una crisis nerviosa, cuando Lois empieza a sospechar que sus padres le ocultan algo y cuando se cuela en la mansión de Newport, en una caja fuerte descubre los papeles de su hermano, tras visitarlo, los dos se abrazan después de tanto tiempo y Lois se lo lleva a su casa donde vivirá con su familia. Pero Lois no se percata de que a raíz del incidente con Gleason, su hermano ha desarrollado un profundo odio hacia los obesos, en casa Lois se sorprende al principio de que tenga una novia imaginaria llamada Marian, pero pronto encuentra razonable que se haya inventado a un amigo imaginario por estar tanto tiempo encerrado, mientras Brian y Stewie se ríen de sus delirios y ponen un pepino en el sofá para ver si salen pepinillos y comprobar si Marian existe o no. Por otra parte, Peter lamentablemente cuando se pone a imitar a Jackie Gleason le hace recordar el trauma que padeció y se vuelve un asesino en serie conocido como "El estrangulador de gordos de Quahog". Lois cuando ve en la tele que el asesino guarda un asombroso parecido con su hermano empieza a ponerse nerviosa y temerse lo peor, Lois obviamente por defender a su hermano, se niega a reconocer que su hermano sea el asesino que los demás dicen a pesar de que Brian le enseña unas evidencias irrefutables (fotos suyas estrangulando a gordos, un gordo muerto en su habitación, un gordo medio muerto que dice que Patrick quiso asesinarlo) cuando Lois se percata que Peter va en su busca empieza a preocuparse por su marido y entra en razón y van en su busca, finalmente Lois y Brian encuentra a su hermano intentando estrangular a Peter, Lois en un instante salva la vida de su marido al jugar con los delirios de su hermano (amenazar con matar a su novia imaginaria si no lo suelta). Patrick volvió al hospital (en un mutuo acuerdo con Lois), donde actualmente recibe visita de su hermana y familia.
Patrick cuenta con la voz de Robert Downey Jr.

## Antepasados

### Silas Pewterschmidt
Silas fue un antepasado de la familia Pewterschmidt y uno de los primero colonizadores, tiene un parecido idéntico con Carter, en América hizo sus propios trueques sujetando a un niño nativo con la garganta a cambio de maíz (el trueque sin duda es a cambio de su vida). Tuvo en su propiedad varios esclavos trabajando en su propiedad entre ellos Nate Griffin (antepasado de Peter).

### Lois Laura Bush Lynne Cheney
Lois Laura Bush Lynne Cheney Pewterschmidt es la hija de Silas, su nombre es un juego entre los nombres Laura Bush y Lynne Cheney, esposas de George Bush y Dick Cheney, Nate Griffin se enamoró cuando la vio por primera vez y quiso que fuera suya, tras hablarse por la noche Nate y Lois deciden mantener una relación interracial en secreto, en la relación tienen tres hijos. Cuando su padre la pilló tuvieron que huir hacia el norte todos juntos.

### Margueritte Pewterschmidt
Margueritte (fallecida a los 85 años de edad) fue miembro de la aristocracia de Newport, es la tataratía de Lois Griffin, a la cual considera su sobrina favorita, falleció en Quahog cuando le hizo una visita a su sobrina desplomándose justo a la entrada de la casa. Tras su muerte, Lois hereda la mansión de Newport y observando cómo va cambiando su familia de actitud en la nueva casa, Lois empieza a recordar el porqué de su huida de aquella vida.
Peter trabajaba en la piscina de Newport donde conoció a Lois, recordándole su mujer que de no ser por Margueritte no se hubieran conocido.

### Lillian Pewterschmidt
Lillian o Lil es la tía de Lois, actualmente reside en una residencia de ancianos, su sobrina la regaló el video de su boda, lamentablemente Peter grabó encima de ella los trozos que él consideraban aburridos poniendo fragmentos de película porno, tanto la anciana como los demás disfrutaron.